# IC 1959
IC 1959 је спирална галаксија у сазвјежђу Часовник која се налази на листи објеката дубоког неба у Индекс каталогу.
Деклинација објекта је - 50° 24' 44" а ректасцензија 3h 33m 12,1s. Привидна величина (магнитуда) објекта IC 1959 износи 12,6 а фотографска магнитуда 13,2. Налази се на удаљености од 8,507 милиона парсека од Сунца. IC 1959 је још познат и под ознакама ESO 200-39, IRAS 03317-5934, SAO 233152 (5.7) 6' p, PGC 13163.